# Rhynchina albiluna
Rhynchina albiluna là một loài bướm đêm trong họ Erebidae.